# Marietta Uhden
Marietta Uhden (Múnich, RFA, 5 de julio de 1968-Múnich, 23 de noviembre de 2014) fue una deportista alemana que compitió en escalada, especialista en la prueba de dificultad.
Ganó una medalla de bronce en el Campeonato Mundial de Escalada de 1997 y una medalla de bronce en el Campeonato Europeo de Escalada de 2000. Además, consiguió una medalla de bronce en los Juegos Mundiales de 2005.
Falleció a los 53 años de cáncer de mama.

## Palmarés internacional
| Campeonato Mundial | Campeonato Mundial | Campeonato Mundial | Campeonato Mundial |
| Año                | Lugar              | Medalla            | Prueba             |
| ------------------ | ------------------ | ------------------ | ------------------ |
| 1997               | París (Francia)    | Medalla de bronce  | Dificultad         |
| Campeonato Europeo |                    |                    |                    |
| Año                | Lugar              | Medalla            | Prueba             |
| 2000               | Múnich (Alemania)  | Medalla de bronce  | Dificultad         |